# Череповецкая епархия
Черепове́цкая епа́рхия — епархия Русской православной церкви, объединяющая приходы и монастыри в западной части Вологодской области (в границах города Череповца, а также Череповецкого, Бабаевского, Кадуйского, Устюженского, Белозерского, Вытегорского, Чагодощенского, Вашкинского районов). Входит в состав Вологодской митрополии.

## История
Согласно заявлению в управление делами Патриарха Тихона инициативной группы православных христиан г. Череповца от 8 августа 1923 года, «В октябре 1922 года созвали съезд приходов пяти уездов, с целью создания самостоятельной епархии и отделения её от Новгородской. Инициатива его созыва принадлежала настоятелю Воскресенского собора г. Череповца протоиерею И. Звездкину, который выдвинул свою кандидатуру во епископа Череповецкого и пытался повлиять на решение съезда в вопросе о присоединении к обновленчеству.
На вопрос — каким образом передал Патриарх свою власть ВЦУ — он ответил, что Патриарх Тихон передал власть добровольно (заметка Патриарха Тихона — „неправда — П. Т.“) — но сомнения не были рассеяны. Избрали епископа Кирилловского Тихона, а кандидатура Звездкина не прошла, после чего он получил сан епископа в Москве, от обновленцев. Миряне, узнав об освобождении Патриарха, направили уполномоченного в Москву с вопросом — каким путём восстановить его власть над епархией, и просят благословения на это дело». Резолюция Патриарха Тихона — «Призываю Божие благословение на верных чад Святой Церкви Православной — 12 сентября — П. Т.».
Череповецкое викариатство образовано в 1924 году для противодействия обновленчеству.
В августе 1928 года на совещании инициативной группы, собравшейся в Сретенской церкви Череповца по благословению архиепископа Алексия (Симанского) был образован окружной викариатский совет. Решение инициативной группы имело немалое значение для организации структур и легализации патриаршей Церкви. Демонстрировалось каноническое единство с Новгородской епархией. Новая организация именовалась, как «Временный Череповецкий Окружной викариатский Совет Православной Церкви ведения Московской Патриархии, с правами полусамостоятельного викариатства».
В сентябре 1931 года окружной Викариатский совет патриаршей Церкви был преобразован в Череповецкий епархиальный совет, который после ареста правящего епископа возглавил епископ Кирилловский Валериан (Рудич), викарий Новгородской епархии.
На 1935 год в состав Череповецкой епархии входили приходы Череповецкого, Кирилловского, Белозерского и ряда других районов. В ходе Большого террора карательные органы фальсифицировали раскрытие на территории епархии «контрреволюционной повстанческой организации церковников». По делу этой мифической организации в Ленинграде 9 октября 1937 года было реально расстреляно 100 человек — священнослужителей, монахинь и мирян. С образованием Вологодской области (23 сентября 1937), в которую вошли районы, составлявшие Череповецкую епархию, в Вологде 31 октября 1937 года была создана Тройка при областном управлении НКВД — она и завершила уничтожение духовенства Череповецкой епархии. После 1937 года кафедра не замещалась. Упразднена официально в 1943 году при изменении епархиального устройства.
23 октября 2014 года решением Священного Синода Русской православной церкви Череповецкая епархия была восстановлена, путём выделения её территории из Вологодской епархии. Одновременно была включена в состав новообразованной Вологодской митрополии.

## Епископы
Череповецкое викариатство Новгородской епархии
- Макарий (Опоцкий) (март 1924 — 3 июля 1928)
- Феодор (Яковцевский) (24 октября — 21 декабря 1928) в/у, епископ Устюженский
- Тихон (Тихомиров) (21 декабря 1928 — май 1929)
- Нифонт (Фомин) (26 мая 1929 — сентябрь 1931)

Череповецкая епархия
- Валериан (Рудич) (конец 1931—1934) в/у, епископ Кирилловский
- Тихон (Шарапов) (17 марта — 21 мая 1934) в епархии не был
- Тихон (Рождественский) (21 мая 1934 — 9 октября 1937)
- Игнатий (Депутатов) (23 октября 2014 — 23 ноября 2014) в/у, митрополит Вологодский
- Флавиан (Митрофанов) (23 ноября 2014 — 25 августа 2020)
- Игнатий (Суранов) (с 25 августа 2020)

## Благочиния
Епархия разделена на 9 церковных округов:
- Бабаевское благочиние
- Белозерское благочиние
- Вашкинское благочиние
- Вытегорское благочиние
- Кадуйское благочиние
- Парфеновское благочиние
- Устюженское благочиние
- Центральное благочиние
- Южное благочиние

## Монастыри
- Череповецкий Воскресенский монастырь (мужской; Череповец; в статусе Архиерейского подворья)
- Иоанно-Предтеченский Новолеушинский монастырь (женский, Мякса, Череповецкий район)
- Филиппо-Ирапская Красноборская Троицкая пустынь (мужской; Зелёный Берег, Кадуйский район)
- Троице-Благовещенская Синозерская пустынь (деревня Пустынь, Чагодощенский район)[7]

недействующие
- Усть-Ножемская Одигитриевская пустынь (деревня Киино, Бабаевский район)
- Колповская Успенская пустынь (мужской; Бабаевский район)
- Становищский Николаевский монастырь (мужской; урочище Становище, Бабаевский район)
- Танищский Троицкий монастырь (Кадуйский район) никогда не существовал[8]
- Гурьева Шалочская Успенская пустынь (мужской; посёлок Староречье, Устюженский район)
- Моденский Николаевский монастырь (мужской; Устюженский район)
- Филаретова пустынь (женская, ранее мужская; урочище Филаретова пустынь, Устюженский район)
- Устюженский Богородице-Рождественский монастырь
- Устюженский Ильинско-Воскресенский монастырь (мужской; Устюжна)
- Устюженский Благовещенский монастырь (женский; Устюжна)
- Шухтовский Покровский монастырь (деревня Покров, Череповецкий район)
- Парфёновский Богородицкий монастырь (деревня Парфёново, Череповецкий район)
- Леушинский Иоанно-Предтеченский монастырь (женский; Череповецкий район) ныне затоплен водами Рыбинского водохранилища
- Досифеева Троицкая пустынь (мужской; Череповецкий район) ныне затоплен водами Рыбинского водохранилища
- Азарьев Выксинский Николаевский монастырь (мужской, ранее женский; Череповецкий район)
- Воронинская Успенская Богородицкая пустынь (деревня Воронино, Череповецкий район)
- Преображенская пустынь, что в Езовых
- Спасо-Ломовский монастырь, или Игнатиева Верхоломская пустынь (мужской; Череповецкий район)
- Югская Дмитриевская пустынь (мужской; деревни Дмитриевское, Череповецкий район)
- Антониева Черноезерская Богородицкая пустынь (женский, ранее мужской; урочище Чёрные Озерки, Шекснинский район)
- Николаевская пустынь в Судбищах на Шексне